# NGC 3313
NGC 3313 is een balkspiraalstelsel in het sterrenbeeld Waterslang. Het hemelobject werd in 1886 ontdekt door de Amerikaanse astronoom Ormond Stone.

## Synoniemen
- ESO 501-50
- MCG -4-25-44
- UGCA 213
- AM 1035-250
- IRAS10350-2503
- PGC 31551